# باتر ذاکروف
باتر ذاکروف (انگلیسی: Botir Zokirov; ۲۶ آوریل ۱۹۳۶ – ۲۳ ژانویهٔ ۱۹۸۵) بازیگر، خواننده، نقاش، و مترجم اهل اتحاد جماهیر شوروی سوسیالیستی و ازبکستان بود.